# Ілинське сільське поселення
Іли́нське сільське поселення (рос. Илинское сельское поселение) — сільське поселення у складі Дульдургинського району Забайкальського краю Росії.
Адміністративний центр та єдиний населений пункт — село Іля.

## Населення
Населення сільського поселення становить 300 осіб (2019; 316 у 2010, 390 у 2002).